# Tawęcino
Tawęcino ([tavɛnˈtɕinɔ], němecy Tauentzien, kašubsky Tawãcëno) je vesnice v gmině Nowa Wieś Lęborska v polském Pomořském vojvodství. Nachází se 12 km severně od Nowe Wieśi Lęborské a 69 km severozápadně od Gdaňsku. Rodové sídlo šlechtické rodiny Tauentzienů, známou osobnosti odtud pocházející byl Friedrich Bogislav von Tauentzien (1710-1791), pruský generál.